# 锁火奴
锁火奴（?—?），元朝反元起事军领袖，辽东（今中国东北地区）人。
锁火奴生活在水达达路，约在今黑龙江、乌苏里江流域。元顺帝至正八年（1348年）三月，锁火奴聚众反元作乱。锁火奴是女真人，自称大金王朝皇族完颜氏子孙，水达达路脱脱禾孙、唐兀火鲁火孙讨伐将他擒获。